# Anadevidia
Anadevidia là một chi bướm đêm thuộc họ Noctuidae.

## Các loài
- Anadevidia hebetata (Butler, 1889)
- Anadevidia peponis (Fabricius, 1775)